# Triactis
Triactis is een geslacht van zeeanemonen uit de klasse van de Anthozoa (bloemdieren).

## Soort
- Triactis producta Klunzinger, 1877